# Trombas
Trombas este un oraș în Goiás (GO), Brazilia.